# Triaenodes phalacris
Triaenodes phalacris foi uma espécie de insecto da família Leptoceridae.
Foi endémica dos Estados Unidos da América.